# Siquijor
Siquijor je filipínský ostrov v Boholském moři, tvořící provincii v rámci regionu Central Visayas. Má rozlohu 337,5 km² a žije na něm okolo devadesáti tisíc obyvatel, hlavním městem je Siquijor. Ostrované hovoří cebuánštinou a vyznávají katolicismus. V roce 1565 na ostrov připlul Miguel López de Legazpi a nazval ho Isla del Fuego (Ohnivý ostrov) pravděpodobně podle množství světlušek na jeho pobřeží.

## Přírodní poměry
Ostrov je kopcovitý, nejvyšším vrcholem je Bandilaan (628 m n. m.), jehož okolí bylo vyhlášeno přírodním parkem. Severní část má tropické monzunové podnebí a v jižní části převládá ekvatoriální podnebí. Ve vnitrozemí dominují drmkové a fíkovníkové lesy s množstvím jeskyní a vodopádů, na pobřeží se nacházejí písečné pláže. Siquijor je obklopen korálovými útesy, v okolním moři žijí plejtvákovití, delfínovití a zéva obrovská. Vyskytuje se zde také vzácný endemický poddruh lorikula filipínského Loriculus philippensis siquijorensis.

## Turistika
Turisté se mohou na Siquijor dostat lodí z přístavu Dumaguete na ostrově Negros. Dají se zde provozovat vodní sporty nebo navštívit folklórní slavnosti, ve městě Lazi se nachází barokní chrám svatého Isidora, který je kulturní památkou. Ostrov je známý jako působiště lidových léčitelů zvaných mananmbalové, kteří jsou často podezíráni také z provozování černé magie.